# Kazimierz Wnękowski
Kazimierz Wnękowski (ur. 19 lipca 1898 w Posadzie Olchowskiej, zm. 13 lutego 1972) – polski działacz komunistyczny.

## Życiorys
Urodził się 19 lipca 1896 w Posadzie Olchowskiej. Wywodził się z rodziny robotniczej, był synem Romana (ur. w Nowym Wiśniczu, stolarz wzgl. ślusarz, zm. 1925) i Marii z domu Kraus (ur. w Sielcu k. Przemyśla. Miał rodzeństwo: Bronisława (1886-1907), Józefę (ur. 1888, po mężu Topiałkowska), Władysława (1890-1976, pracownik kolei, repatriant ze Lwowa, po wojnie zamieszkujący w Opolu), także swojego bliźniaka Franciszka (zm. w sierpniu 1898). 
Według późniejszych opracowań był rodem z Jaćmierza, lecz był związany z Sanokiem. W Posadzie Olchowskiej pod Sanokiem rodzina Wnękowskich zamieszkiwała w domu rodziców Jana Świerzowicza. Od 15 roku życia kształcił się w zawodzie przy Fabryce Maszyn i Wagonów w Sanoku. Do 1914 uczył się w tamtejszej Przemysłowej Szkole Uzupełniającej (w jego klasie był Filip Schneider). W 1918 uzyskał dyplom ślusarza i od tego czasu był zatrudniony w macierzystej fabryce na tym stanowisku.
Po odzyskaniu przez Polskę niepodległości i nastaniu II Rzeczypospolitej zaangażował się w działalność związkowo-polityczną. W 1918 wstąpił do Związku Zawodowego Metalowców, został wybrany sekretarzem i członkiem zarządu oddziału ZZM w sanockiej fabryce. Został również działaczem komunistycznym. Był aktywistą komitetu wyborczego listy pod nazwą Związek Proletariatu Miast i Wsi, którą do wyborów parlamentarnych w Polsce w 1922 zgłosiła Komunistyczna Partia Robotnicza Polski. Z poleceń Okręgowego Komitetu Komunistycznej Partii Polski w Przemyślu w 1923 został organizatorem pierwszej komórki KPP w sanockiej fabryce, zostając jej sekretarzem, zaś w 1924 zorganizował Podokręg KPP w Sanoku, obejmując w nim także funkcję sekretarza, którym pozostawał do rozwiązania partii w 1938. W związku z działalnością w KPP ukierunkowaną na rzecz robotników, był w grupie represjonowanych działaczy partii, był aresztowany i trafił do więzienia
Pod koniec lat 20. kierował oddziałem partii PPS Lewica w sanockiej fabryce wagonów, a jako jej przedstawiciel zasiadał w Kasie Chorych w Sanoku (prócz niego z ramienia tej partii także Jan Baranowski). Został czołowym działaczem Komunistycznej Partii Zachodniej Ukrainy w Sanoku, członkiem komitetu powiatowego KPZU w Sanoku, sekretarzem komórki KPZU w Sanoku, członkiem Komitetu Podokręgowego KPZU w Sanoku (podlegającego Komitetowi Okręgowego KPZU w Przemyślu). Kandydował na posła. Był członkiem komitetu organizującego Marszu Głodnych w Sanoku 6 marca 1930, przemawiał wówczas do robotników pod sanocką fabryką. Podczas zajść został ranny. Był osadzony w więzieniu w Sanoku. Po trwającym rok śledztwie, w czasie którego był przetrzymywany w areszcie we Lwowie, wyrokiem Sądu Okręgowego w Przemyślu został skazany na karę dwóch lat pozbawienia wolności, pozbawienie praw publicznych i obywatelskich praw honorowych.
Po odbyciu zasądzonej kary powrócił do działalności w ruchu komunistycznym i z tego powodu w późniejszych latach ponownie był represjonowany przez władze sanacyjne, będąc aresztowanym tymczasowo. Rokrocznie tuż przed Świętem Pracy 1 maja był zatrzymywany w areszcie tymczasowym. Był jedną z osób, które w kwietniu 1936 jako członkowie organizacji komunistycznych – uprzednio karani ciężkim więzieniem za agitację komunistyczną i podburzanie do ekscesów, decyzją sądu we Lwowie zostali osadzeni w Miejscu Odosobnienia w Berezie Kartuskiej. Wnękowski przebywał tam prawie przez rok. Spędził tam dziewięć miesięcy, a do jego uwolnienia przyczynił się ks. Antoni Wołek Wacławski z kościoła Najświętszego Serca Pana Jezusa w Sanoku (określany wówczas jako proboszcz robotników), który udzielił gwarancji i poręczenia wraz ze starostą sanockim Wojciechem Buciorem oraz nadkomisarzem Policji. W czasie osadzenia w Berezie był żonaty, miał trójkę dzieci. Po odzyskaniu wolności, na skutek presji ZZM został przywrócony do pracy w sanockiej fabryce. W okresie II RP zamieszkiwał z rodziną w Sanoku pod adresem ulicy Kazimierza Lipińskiego 7. Dom Wnękowskich był poddawany częstym rewizjom Policji.
Po wybuchu II wojny światowej we wrześniu 1939 uciekając przed nacierającymi Niemcami dotarł do Lwowa, będącego po agresji ZSRR na Polskę pod okupacją sowiecką. Na początku października 1939 przebywał w Lesku. Usiłując powrócić do Sanoka, będącego pod okupacją niemiecką, został aresztowany przy próbie przekroczenia granicy niemiecko-sowieckiej (przebiegającej na rzece San). Znalazł się na obszarze ZSRR i tam wstąpił do formowanej Armii Polskiej, wraz z którą opuścił obszar radziecki i po ewakuacji trafił na Bliski Wschód. Po zakończeniu wojny przebywał na emigracji w Argentynie. Do Polski powrócił, według różnych źródeł: po kilkunastu latach po wojnie lub w latach 70. Czynił starania o przyznanie mu praw zasłużonego działacza ruchu robotniczego, co potwierdziło kilkoro świadków, jednak otrzymał decyzję odmowną od Komitetu Wojewódzkiego PZPR.
Zmarł 13 lutego 1972 i został pochowany na cmentarzu Doły w Łodzi. Był żonaty ze Stefanią (kuzynka Romana Tarkowskiego, zm. 1983). Miał córki. Jedną z nich była Helena Kopytowska-Wnękowska (ur. 1925), podczas II wojny światowej absolwentka małej matury z tajnego nauczania w ramach konspiracyjnej nauki w sanockim gimnazjum, u kresu wojny w 1944 współorganizatorka Polskiej Partii Robotniczej w Sanoku, później aktywistka w tych strukturach, a także pracownica Powiatowego Urzędu Bezpieczeństwa Publicznego w Sanoku, autorka przemówienia zatytułowanego Wspomnienie o Kazimierzu Wnękowskim, wygłoszonego w 1982 podczas obchodów jubileuszu 150-lecia Sanockiej Fabryki Autobusów i wydrukowanego w publikacji pt. Materiały na Sesję Historyczną i Naukowo–Techniczną z okazji 150-lecia Sanockiej Fabryki Autobusów z października 1982. Kazimierz Wnękowski był znajomym Mieczysława Granatowskiego, który we wspomnieniach określił go mianem człowieka ideowego o wysokim morale o nieprzeciętnej inteligencji jak na rzemieślnika owych czasów.